# Sara Torsslow

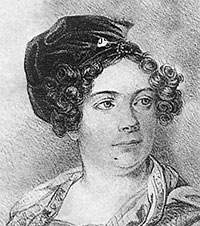
Sara Torsslow, Lithografie, 1847

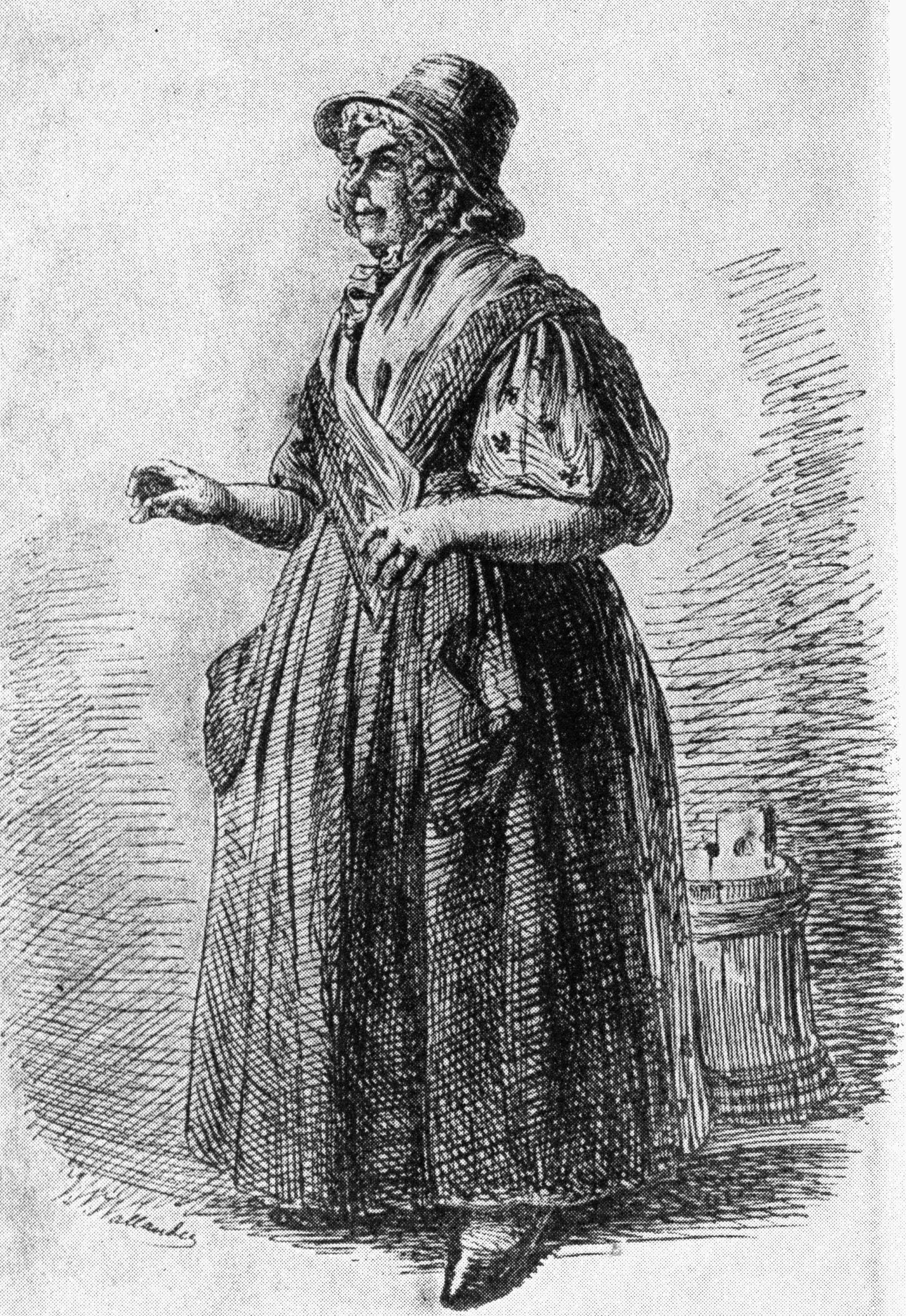
In der Titelrolle von Tant Bazu eller Den högvälborna fiskköperskan, Zeichnung von Josef Wilhelm Wallander, ca. 1850

Sara Fredrika Torsslow, geborene Strömstedt (* 11. Juni 1795 in Stockholm; † 18. Juni 1859 ebenda), eine schwedische Schauspielerin, aktiv 1807–1853. Sie war verheiratet mit dem Schauspieler und Theaterdirektor Ulrik Torsslow (1830–1859), die Mutter der Schauspielerin Helfrid Kinmansson und die Großmutter der Schauspielerin Valborg Moberg.

## Leben
Sara Torsslow wurde 1807 zunächst Studentin am Königlichen Dramatischen Theater (Dramaten). 1811 wurde sie angestellt und galt schnell neben Charlotta Eriksson als eine der besten Schauspielerinnen ihrer Generation. Sie konnte für alle Rollen eingesetzt werden, besonders aber für Komödien und emotionale Interpretationen. Sie wurde oft für Hosenrollen eingesetzt und wird darin als „gutaussehend“ beschrieben.
Magnus Jacob Crusenstolpe verglich die drei der führenden schwedischen Schauspielerinnen der 1820er Jahre, Sara Torsslow, Charlotta Eriksson und Elisabet Frösslind, mit einer Rose oder Tulpe, einem Jasmin oder Gänseblümchen und einer Lilie oder einem Vergissmeinnicht; Torsslow galt als Repräsentantin des „zutiefst Erschütternden“, Eriksson als Repräsentantin des „sanften Vergnügens und der weiblichen Lieblichkeit“ und Frösslind als Repräsentantin „des Kleinen und des Naiven“.
Torsslows Stärke war vor allem die Tragödie, „wo die große männliche Stimme, die große und grandiose Figur, die tiefen Gefühle und die grotesken Gesten frei zum Ausdruck kommen konnten“.
Nach 1825 begann das schwedische Publikum, die französische Gewohnheit zu übernehmen, einzelnen Schauspielern zu applaudieren. Dies war in Schweden bisher unbekannt und wurde von den Schauspielern und der Presse allgemein missbilligt. Sara Torsslow war die erste Person, die das Publikum am 16. Januar nach einer Aufführung von Virginia auf diese Weise zu rufen versuchte – ohne Erfolg, und stattdessen war es Nils Almlöf, der dieser Aufforderung kurz darauf nachkam.
Im Jahr 1831 spielte sie in dem Varieté Nya garnisonen eller Karnevalsskämtet an der Königlichen Oper den kommandierenden Offizier, der eine Armee von Frauen anführt, darunter Henriette Widerberg und Catharina Cederberg.
Sie beteiligte sich an den beiden Streiks ihres Mannes über die Frage der Höhe der festen Gehälter bei Wegfall der umstrittenen Gewinnbeteiligung der Schauspieler, 1828 und 1834, und als sie danach das Dramaten verließ, begründete sie damit Emilie Sofia Högquists Karriere, die ihre Rollen übernahm. Das Ehepaar Torsslow leitete ab 1835 ein eigenes Ensemble (bis 1837 zusammen mit Pierre Joseph Deland) und brachen damit das Monopol der königlichen Theater in der Hauptstadt. In den Wintern 1839–1842 traten sie im Festsaal des Kirsteinska huset auf. Das Monopol wurde 1842 auch formell aufgehoben.
1843 wurde das Ehepaar Torsslow am Mindre teatern angestellt, wo sie günstige Bedingungen erhielten und Torsslow als Lehrerin für die weiblichen Studenten fungierte.
1853 gab sie ihre Arbeit wegen Gicht auf, die sie sich nach eigenen Angaben durch die Erkältungen zugezogen hatte, die sie sich beim Stehen in dünner Kleidung auf zugigen Bühnen einfing.